# West Falmouth (Massachusetts)
West Falmouth es un lugar designado por el censo ubicado en el condado de Barnstable en el estado estadounidense de Massachusetts. En el Censo de 2010 tenía una población de 1.738 habitantes y una densidad poblacional de 154,16 personas por km².

## Geografía
West Falmouth se encuentra ubicado en las coordenadas 41°36′5″N 70°38′22″O / 41.60139, -70.63944. Según la Oficina del Censo de los Estados Unidos, West Falmouth tiene una superficie total de 11.27 km², de la cual 7.97 km² corresponden a tierra firme y (29.31%) 3.3 km² es agua.

## Demografía
Según el censo de 2010, había 1.738 personas residiendo en West Falmouth. La densidad de población era de 154,16 hab./km². De los 1.738 habitantes, West Falmouth estaba compuesto por el 96.2% blancos, el 1.32% eran afroamericanos, el 0.52% eran amerindios, el 0.86% eran asiáticos, el 0.06% eran isleños del Pacífico, el 0.63% eran de otras razas y el 0.4% pertenecían a dos o más razas. Del total de la población el 2.01% eran hispanos o latinos de cualquier raza.